# 도선여객
도선여객(道善旅客)은 서울특별시의 시내버스 회사다. 주 사무소 및 차고지는 서울특별시 강남구 양재대로 486에 위치해 있다. 계열사로는 충청북도 충주시의 시외버스 회사인 친선고속이 있다. 옛 사명인 삼영교통은 안양시의 시내버스 회사인 삼영운수와는 관련이 없다.

## 연혁
1970 ~ 80년대
- 1973년 3월 24일: 서울특별시 성북구 수유동(현 강북구 수유동)에서 삼영교통(三營交通)이라는 상호로 회사 설립
- 1986년: 본사 및 차고지를 도봉구 수유동263에서 현 개포동565로 이전

1990년대 ~ 2004년 서울특별시 시내버스 체계개편 이전
- 1990년대 중반: 서울여객(―旅客) 인수
- 1990년: 도시형버스 311번 개포동 ~ 종로5가 노선을 신장운수에 매각하였으나 1991년에 폐선하였다.
- 1995년: 좌석버스 717번 개포동 ~ 신내동 노선의 인가 절반을 도시형버스로 전환하여 운행을 개시하였다.
- 1996년 1월: 도시형버스 11번 종점을 창동역에서 고려대로 대폭 단축하였다.
- 1997년 12월: 좌석버스 717번 개포동 ~ 신내동 노선을 폐선하였다.
- 1998년 1월: 도시형버스 717번 개포동 ~ 신내동 노선을 폐선하였다.
- 2000년: 강남구 마을버스 09-1번을 지역순환버스 405번으로 형간전환(4432번의 전신)
- 2000년 12월: 당시 계열사였던 서울여객을 흡수합병
- 2001년 10월: 좌석버스 12번 개포동 ~ 상암동 노선을 도시형버스로 형간전환하였다.
- 2002년 6월: 도시형버스 11번 개포동 ~ 고려대 노선을 폐선하였다.

2004년 서울특별시 시내버스 체계개편 이후
- 2004년 7월 1일: 2004년 서울특별시 시내버스 체계개편으로 지선버스 3개/간선버스 4개 노선으로 운행 개시
- 2005년 8월: 지선버스 4511번 개포동 ~ 상도동 노선을 폐선하였다.
- 2010년 8월 21일: 지선버스 4312번 종점을 가락시장에서 삼성서울병원으로 단축과 동시에 노선번호도 4412번으로 변경되었다.
- 2015년 2월 27일: 맞춤버스 8441번과 8442번을 폐선하였다.
- 2015년 12월 14일: 지선버스 4435번이 신설되었다.
- 2025년 5월 9일: 4435번 회차 서초역으로 노선 변경

## 운행 노선
2025년 5월 27일 기준이다.
| 운행노선 | 운행구간 | 운행구간 | 운행구간         | 배차간격 (분) | 인가 대수 | 비고                         |
| -------- | -------- | -------- | ---------------- | ------------- | --------- | ---------------------------- |
| 406번    | 개포동   | ↔        | 서울역           | 13~25         | 17        | 구 42번 좌석버스             |
| 420번    | 개포동   | ↔        | 답십리역         | 7~15          | 37        | 구 17번 단축 및 변경         |
| 472번    | 개포동   | ↔        | 신촌로터리       | 7~15          | 31        | 구 12-3번 단축               |
| 4312번   | 개포동   | ↔        | 가락1동 주민센터 | 11~17         | 26        | 구 4412번, 구 78-1번 단축    |
| 4432번   | 개포동   | ↔        | 신원동           | 7~15          | 13        | 구 405번, 구 강남마을 09-1번 |
| 4435번   | 개포동   | ↔        | 서초역           | 14~21         | 15        | 2015년 12월 14일 신설        |

## 이전 보유 노선
간선버스
- ● 405번: 개포동 - 서울역 (2005년 5월 17일 폐선, 구.222번 단축, 현재 운행중인 405번과는 무관하다. 개편 전 도원교통 노선)

지선버스
- ● 4312번: 개포동 - 가락시장역 (2010년 8월 21일 삼성의료원 ~ 가락시장역 구간 단축후 4412번으로 노선번호 변경, 구.78-1번)
- ● 4511번: 개포동 - 상도동 (2005년 8월 11일 폐선[2], 구.288번 단축)

맞춤버스
- ● 8340번: 반포한강공원 - 잠실한강공원 (신설노선, 주말에만 운행. 신흥기업, 우신운수와 공동 배차. 2011년 4월 ~ ?)
- ● 8441번: 양재역 - 청계산입구 (신설노선)
- ● 8442번: 양재역 - 청계산입구 (신설노선)

## 보유 차량
- 현대자동차 - 현대 뉴 슈퍼 에어로시티, 현대 저상 뉴 슈퍼 에어로시티

## 사진

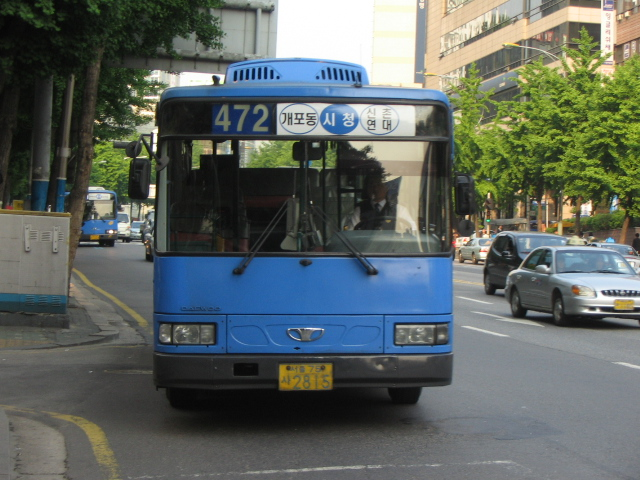
서울시내버스 472번

## 같이 보기
- 영인운수